# SpaceX Crew-7
SpaceX Crew-7 — сьомий політ американського космічного корабля Crew Dragon (Endurance) компанії SpaceX в рамках програми NASA Commercial Crew Program для зміни екіпажу Міжнародної космічної станції (МКС).
Запуск космічного корабля Crew Dragon здійснено 26 серпня 2023 року о 07:27 UTC (10:27 мск) за допомогою ракети-носія Falcon 9 зі стартового майданчика SLC-40 «Мис Канаверал» у США. У ході польоту корабель доставив чотирьох членів екіпажу місії SpaceX Crew-7 та космічних експедицій МКС-69 / 70 на МКС.

## Екіпаж
| Астронавт           | Посада           | № польоту       | Організація     |
| Основний екіпаж     | Основний екіпаж  | Основний екіпаж | Основний екіпаж |
| ------------------- | ---------------- | --------------- | --------------- |
| Жасмин Могбелі      | Командир         | 1               | НА СА           |
| Андреас Могенсен    | Пілот            | 2               | ЕКА             |
| Сатосі Фурукава     | Фахівець польоту | 2               | JAXA            |
| Костянтин Борисов   | Фахівець польоту | 1               | Роскосмос       |
| Дублери             |                  |                 |                 |
| Меттью Домінік      | Командир         | 1               | НА СА           |
| Майкл Барратт       | Пілот            | 3               | НА СА           |
| Джанетт Еппс        | Фахівець польоту | 1               | НА СА           |
| Олександр Гребенкін | Фахівець польоту | 1               | Роскосмос       |

У квітні 2023 року дублери місії Crew-7 у складі Меттью Домініка, Майкла Барратта, Джанетт Епс та Олександра Гребенкіна провели тренування в Центрі підготовки космонавтів імені Ю. Гагаріна для усунення нештатних ситуацій на російському сегменті станції.
23 травня НАСА офіційно оголосило про включення до складу екіпажу місії Crew-7 японського космонавта Сатосі Фурукави, а 16 червня — російського космонавта Костянтина Борисова.
Планувалося, що запуск місії Crew-7 відбудеться 15 серпня з космодрому в Космічному центрі імені Кеннеді у Флориді, проте фахівцям НАСА знадобився додатковий час для підготовки стартового майданчика. Запуск був перенесений спочатку на 17 серпня, потім на 21 серпня 2023 року. 3 серпня НАСА знову перенесло дату пуску на 25 серпня о 10:49 (мск), а 25 серпня пуск було відкладено на 26 серпня 2023 року.

## Політ
Запуск космічного корабля Crew Dragon (Endurance) з місією SpaceX Crew-7 здійснено за допомогою ракети-носія Falcon 9 зі стартового майданчика SLC-40 «Мис Канаверал» у штаті Флорида в США 26 серпня 2023 року в 07:27 UTC. 27 серпня о 16:16 мск корабель Crew Dragon з екіпажем місії Crew-7 причалив до вузлового модуля «Гармоні» американського сегменту МКС. Політ проходить у рамках експедицій МКС-69 / 70.
11 березня 2024 року о 15:20 (UTC) корабель SpaceX Crew-7 з чотирма космонавтами на борту від'єднався від МКС та невдовзі успішно опустився в морі поблизу узбережжя США.